# Convertidor de CA a CA

Fig 1: Classificació dels circuits convertidors AC-AC trifàsics.

Un convertidor de CA a CA d'estat sòlid converteix una forma d'ona de CA en una altra forma d'ona de CA, on la tensió i la freqüència de sortida es poden configurar arbitràriament.

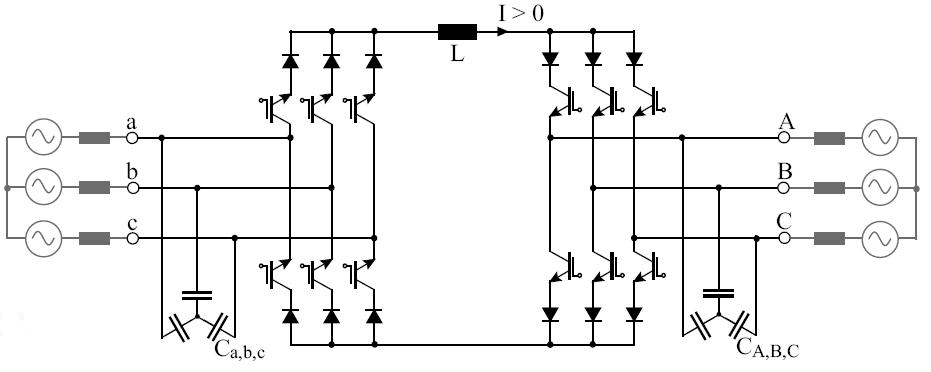
Figura 3: Topologia del convertidor AC/DC-AC de l'inversor de font de corrent.

## Categories
En referència a la figura 1, els convertidors AC-AC es poden classificar de la següent manera:
- Convertidors indirectes AC-AC (o AC/DC-AC) (és a dir, amb rectificador, enllaç DC i inversor), com els utilitzats en variadors de freqüència

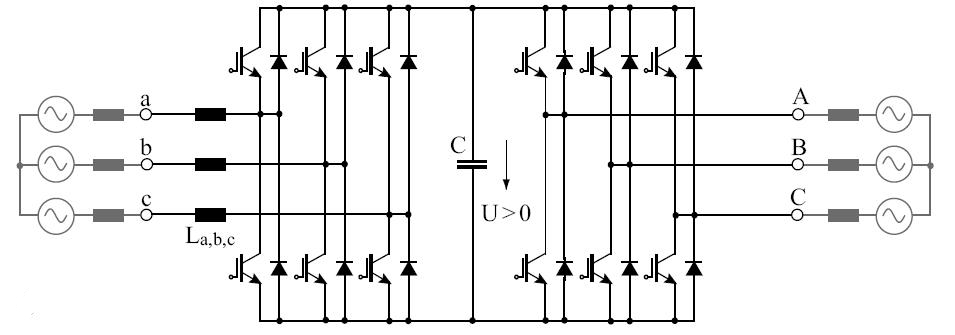
Figura 2: Topologia de l'inversor de font de tensió (regenerativa) convertidor AC/DC-AC.

- Cicloconvertidors
- Convertidors matricials híbrids
- Convertidors de matrius (MC)
- Controladors de tensió CAFigura 2: Topologia de l'inversor de font de tensió (regenerativa) convertidor AC/DC-AC.

## Convertidors d'enllaç DC
Hi ha dos tipus de convertidors amb enllaç DC:
- Convertidors d'inversor de font de tensió (VSI) (Fig. 2): En els convertidors VSI, el rectificador consta d'un pont de díodes i l'enllaç de CC està format per un condensador de derivació.
- Convertidors d'inversor de font de corrent (CSI) (Fig. 3): En els convertidors CSI, el rectificador consta d'un pont de dispositiu de commutació controlat per fase i l'enllaç DC consta d'1 o 2 inductors en sèrie entre una o ambdues potes de la connexió entre el rectificador i inversor.[4]

Qualsevol operació de frenada dinàmica necessària per al motor es pot realitzar mitjançant un chopper de frenada de CC i una derivació de resistències connectades a través del rectificador. Alternativament, s'ha de proporcionar un pont de tiristors antiparal·lel a la secció del rectificador per retornar l'energia a la línia de CA. Tanmateix, aquests rectificadors basats en tiristors controlats en fase tenen una distorsió de línia de CA més alta i un factor de potència més baix a baixa càrrega que els rectificadors basats en díodes.
Es pot realitzar un convertidor AC-AC amb corrents d'entrada aproximadament sinusoïdals i flux de potència bidireccional acoblant un rectificador de modulació d'amplada de pols (PWM) i un inversor PWM a l'enllaç DC. A continuació, la quantitat d'enllaç DC queda impressionada per un element d'emmagatzematge d'energia que és comú a ambdues etapes, que és un condensador C per a l'enllaç DC de tensió o un inductor L per a l'enllaç DC actual. El rectificador PWM es controla de manera que s'extreu un corrent de línia de CA sinusoïdal, que està en fase o antifàsica (per a la retroalimentació d'energia) amb la tensió de fase de línia CA corresponent.
A causa de l'element d'emmagatzematge d'enllaç DC, hi ha l'avantatge que ambdues etapes del convertidor estan en gran manera desacoblades per a finalitats de control. A més, hi ha una quantitat d'entrada constant i independent de la línia de CA per a l'etapa d'inversor PWM, que resulta en una gran utilització de la capacitat de potència del convertidor. D'altra banda, l'element d'emmagatzematge d'energia d'enllaç DC té un volum físic relativament gran, i quan s'utilitzen condensadors electrolítics, en el cas d'un enllaç DC de tensió, hi ha una vida útil potencialment reduïda del sistema.